# Mick Kenney
Ne doit pas être confondu avec Michael Kenney.
Mick Kenney, né le 18 janvier 1980 à Birmingham, est un musicien britannique. Il s'est fait connaître en tant que guitariste du groupe de metal extrême Anaal Nathrakh. Il porte le nom de scène Irrumator ou Kordhell. Il est également connu comme artiste de musique électronique et de phonk.

## Biographie
Mick Kenney étudie l'illustration à l'Université de Birmingham. 
Mick Kenney est membre fondateur du groupe Anaal Nathrakh, avec qui il enregistre onze albums depuis 1998. Il commence comme guitariste. Depuis 2020, il dirige le groupe de black metal Make Them Die Slowly, du nom américain du film cannibale Revenge of the Cannibals, sous le nom de scène Officer R. Kordhell. Outre ces deux groupes principaux, il joue également dans de nombreux autres groupes de genres différents et produit également pour différents artistes,.
Né en Grande-Bretagne, il vit depuis plusieurs années dans le comté d'Orange où, en plus de ses groupes, il dirige également une marque de vêtements appelée Misanthropy Clothing et un studio de musique. 
Il fait du phonk sous le nom de Kordhell depuis 2021. Sa chanson Murder in My Mind atteint les charts dans plusieurs pays. Sur Spotify, elle atteint notamment plus de 730 millions de streams. 